# 埃托洛阿卡纳尼亚专区
埃托洛阿卡纳尼亚专区（希臘語：Περιφερειακή Ενότητα Αιτωλοακαρνανίας），或称埃托利亚和阿卡纳尼亚专区，是希腊西希腊大区的一个专区。北臨阿姆夫拉基亚湾，南隔帕特雷灣與伯羅奔尼撒半島相望，西與伊奧尼亞群島相望。首府为迈索隆吉翁。专区面积为5,461平方公里，2011年人口数量为210,802人。

## 行政
在2011年卡利克拉提斯改革方案中，希腊所有州份被取消。原埃托利亚和阿卡纳尼亚州作为整体设立为埃托洛阿卡纳尼亚专区。埃托洛阿卡纳尼亚专区下分为7个市镇（括号内为地图中的数字）：
- 阿格里尼翁（2）
- 亚克兴-沃尼察（3）
- 阿姆菲洛希亚（4）
- 迈索隆吉翁（1）
- 纳夫帕克蒂亚（6）
- 塞尔蒙（5）
- 克西罗迈罗（7）